# Arturo García García
Arturo García García (Lima, Perú, 3 de mayo de 1914 – Lima, octubre del 2004), diplomático y político peruano. Fue ministro de Relaciones Exteriores, de noviembre de 1979 a julio de 1980. Fue el último canciller del Gobierno Revolucionario de las Fuerzas Armadas.

## Biografía
Fue hijo de Arturo García Salazar, que fue también diplomático y Canciller de la República, así como autor de un valioso Resumen de la historia diplomática del Perú.
Cursó estudios de Derecho en la Universidad Nacional Mayor de San Marcos. Ingresó al servicio diplomático como Tercer Secretario en 1939. Inició entonces lo que se convirtió en una prolongada carrera diplomática. Fue Embajador en Canadá, Chile, Italia, Grecia y Ecuador (en este último en dos ocasiones: 1963 y 1977). Además, integró misiones acreditadas en Estados Unidos, Cuba, Suiza, Gran Bretaña y Francia.
En 1979 fue nombrado Ministro de Relaciones Exteriores, en reemplazo del embajador Carlos García-Bedoya. Eran las postrimerías del gobierno militar encabezado entonces por el general Francisco Morales Bermúdez. Le correspondió conducir la Cancillería peruana en un momento difícil de transición política y de retorno a la democracia. Su gestión fue sobria, continuando la política de su antecesor en lo concerniente a promover una destacada y activa presencia del Perú en el escenario internacional.
Tras finalizar su gestión en 1980, continuó como ilustre miembro del Consejo Consultivo de Relaciones Exteriores y de la Sociedad Peruana de Derecho Internacional, institución esta última de la que fue  presidente de 1986 a 1988. 
Fue embajador del Perú en Reino Unido de 1992 a 1995.
Falleció en Lima, en octubre del 2004 y fue sepultado en el Cementerio Campo Fe de Huachipa.
| Predecesor: Carlos García-Bedoya | Ministro de Relaciones Exteriores del Perú 30 de noviembre de 1979 a 28 de julio de 1980 | Sucesor: Javier Arias Stella |